# Beat on My Drum
Beat on My Drum è un singolo del DJ italiano Gabry Ponte, che vede la collaborazione di Sophia del Carmen e del rapper statunitense Pitbull, pubblicato per il download digitale l'8 maggio 2012.

## Tracce
- Download digitale

1. Beat on My Drum (feat. Pitbull & Sophia Del Carmen) – 3:44

- CD

1. Beat on My Drum (Original US Radio Spanish) – 3:44
2. Beat on My Drum (Original US Radio English) – 3:44

- Remix

1. Beat on My Drum (Eu Radio Edit) – 3:47
2. Beat on My Drum (Eu Extended Spanish) – 4:43
3. Beat on My Drum (Gabry Ponte Club Mix Radio Spanish) – 3:02
4. Beat on My Drum (Gabry Ponte Club Mix Extended Spanish) – 5:16
5. Beat on My Drum (DJs from Mars Remix Radio) – 3:03
6. Beat on My Drum (DJs from Mars Remix Extended) – 6:06
7. Beat on My Drum (Dany Spada Radio Radio Mix) – 3:30
8. Beat on My Drum (Dany Spada Extended Mix) – 7:18
9. Beat on My Drum (Dany Spada & Frankinelli Club Mix) – 6:03

## Formazione
Voci - Pitbull, Sophia del Carmen
Produzione - Gabry Ponte
Composizione testo - Pitbull, Gabry Ponte
Etichetta - Exit 8 Media Group, Dance & Love Recorder Source